# Västerbottensexpeditionen
Västerbottensexpeditionen ägde rum mellan den 8 och 23 augusti 1809 under finska kriget. Efter att ryska förband under Nikolaj Kamenskij trängt in i Västerbotten beslöt sig den svenska regeringen för att genomföra en sista motoffensiv i norr. Enligt den svenska planen skulle en svensk flottstyrka, Johan af Pukes överbefäl, landsätta den 7 500 man starka kustarmén i ryggen på de ryska trupperna i landskapet. I samverkan med detta skulle en svensk armé under Fabian Wrede och Georg Carl von Döbeln anfalla ryssarna söderifrån. Avsikten var att den ryska styrkan på 11 700 man skulle tvingas till kapitulation. Framgången, hoppades man, skulle åstadkomma fördelaktigare fredsvillkor än de som tsar Alexander I hade framlagt.

## Bakgrund
I april 1809 var hela Finland i ryssarnas händer. Resterna av den svenska armén i landskapet under Hans Henrik Gripenbergs befäl hade kapitulerat vid Kalix den 29 mars. Ryska trupper ockuperade successivt den svenska kusten söderut längs Bottenviken. Efter att svenskarna tvingats att överge Umeå i enlighet med ett avtal mellan den lokale befälhavaren, Georg Carl von Döbeln, och den ryske generalen Nikolaj Kamenskij, besattes även denna stad. Efter detta vidtog ett uppehåll i striderna och  fronten i norr stabiliserades  längs Öre älv.  Sverige, som också befann sig i krig mot Danmark-Norge, pressades av sin allierade Storbritannien att söka fred med ryssarna.
Den 19 juli möttes den ryske utrikesministern Nikolaj Petrovitj Rumjantsev och det svenska sändebudet Curt von Stedingk i Fredrikshamn för att inleda förhandlingar. Som ett tecken på sin vilja att uppnå en snabb överenskommelse med den svenska regeringen och som en gest av god vilja, gav tsaren order till sina trupper i Umeå att dra sig tillbaka från staden. Tsaren förutsåg en framtida brytning med kejsar Napoleon och ville då sluta en allians med britterna. Han var därför angelägen att så fort som möjligt avsluta konflikten med Sverige.
Bland de ryska kraven vid förhandlingarna fanns territoriella anspråk på hela det ockuperade Finland, betydande delar av norra Sverige fram till Kalixälven, samt Åland. Den svenska regeringen hade visserligen accepterat att en återerövring av den östra rikshalvan inte längre var möjlig, men man var fortfarande inte beredd att släppa delar av Västerbotten eller Åland. För att Sverige inte skulle hamna i ett totalt underläge vid de slutgiltiga fredsuppgörelserna ansåg man därför sig tvungen att befria de norra delarna av Västerbotten från ryska förband.

## Planering och förberedelser
Förslaget om att genomföra en sådan operation med hjälp av den i Roslagen förlagda kustarmén presenterades redan i maj av dess befälhavare, greve Gustaf Wachtmeister. Regeringskonseljens godkännande av detta skulle dock dröja till den 19 juli. Enligt planen skulle enheter ur skärgårds- och linjeflottorna landsätta kustarmén norr om Umeå, d.v.s. bakom den ryska fronten, för att tillsammans med den vid Öre älv stående norra armén på 4 200 man, under general Fabian Wrede, ringa in ryssarna och tvinga dem till kapitulation. För att klara av sin uppgift förstärktes Wachtmeister trupper till en styrka på  7 500  stridande soldater med 16 fältpjäser. Inför striderna skulle även Wredes armé erhålla betydande förstärkningar. Dessa förband skulle hämtas från den norska gränsen och stod under befäl av Georg Carl von Döbeln.
  

Till överbefälhavare över expeditionen utsågs amiralen Johan af Puke. Valet av af Puke fick dock utstå hård kritik från arméledningen som ansåg att en general skulle vara bättre lämpad för posten. Det hårdaste motståndet kom från Wrede som tidigare varit högste befälhavare i norr. För att ge af Puke en högre grad än generalerna utnämnde Karl XIII honom omgående till överamiral. Någon ordentlig plan för de kommande operationerna fanns inte vilket bidrog till att valet av en lämplig landstigningsplats för trupperna först skulle göras när expeditionen väl hade avseglat.   
När planeringsfasen hade blivit  avklarad påbörjades arbetet med att skaffa fram proviant och transportmedel för expeditionen. Det måste ske inom en snäv tidsram då skärgårdsflottans möjligheter att operera i Bottenhavet skulle försvåras betydligt efter mitten av september på grund av höststormarna. Dessutom måste operationen inledas i tid för att dess resultat skulle kunna påverka förhandlingarna i Fredrikshamn. Expeditionskåren skulle därför vara redo att avsegla i början av augusti. 
Utsikterna till framgång bedömdes ändå vara goda. Försörjningsläget för den drygt 11 000 man starka ryska armén i området var ytterst ansträngt. De ryska trupperna hade sugit ut lokalbefolkningen på förnödenheter och det fanns inte längre mycket att hämta i landskapet. Den ryska situationen försvårades ytterligare genom att en svensk/brittisk eskader spärrat in den ryska örlogsflottan i finska viken. Detta gav svenskarna herraväldet över Bottenhavet och tvingade ryssarna att transportera förnödenheter via landvägen från det ockuperade Finland. Då detta endast täckte en bråkdel av behovet riskerade armén hela tiden att lösas upp.
Den ryske befälhavaren, Kamenskij, var ändå inte oförberedd på en svensk offensiv, men hade misstolkat de svenska trupprörelserna. Han hade därför fått intrycket att landsättningstyrkan skulle bestå till större delen av milistrupper istället för reguljära förband. Av Kamenskijs 11 000 soldater var nära 3 500 man avsatta till att bevaka försörjningslinjerna som gick mellan Umeå, Torneå och Uleåborg. De resterande 8 000 soldaterna var koncentrerade i trakterna norr om Umeå.  
Man lade stor uppmärksamhet på truppernas utrustning och ständerna anslog därför 200 000 daler i veckan för att täcka kostnaden av operationen. För att hålla företaget så hemligt som möjligt avbröts tillfälligt förbindelserna med Åland.
På grund av bristen på proviant i stridsområdet blev den svenska expeditionskåren tvungen att förlita sig på de förnödenheter som kunde stuvas ombord på fartygen. Man visste inte hur länge styrkan skulle vara till sjöss då ingen fastställd tidsplan existerade. Man hade därför svårt att beräkna hur mycket av provianten som skulle gå åt under överskeppningen. Ett annat problem var hur de medhavda förnödenheterna skulle transporteras fram till de stridande förbanden. För detta ändamål hyrdes ett stort antal mindre fartyg från skärgårdsbönderna, men på grund av farkosternas varierande kvalitet och svårigheterna att ta ombord kreatur så kunde endast ett fåtal hästar medtagas. Detta ledde visserligen till att mängderna furage som behövde medtas minska dramatiskt men också att mängden dragdjur som kunde användas vid transporter inåt land blev ytterst liten. Utöver detta rådde det en akut brist på skeppare.
Innan flottan seglade ut varnade kungen Wachtmeister för att utsätta trupperna för onödiga förluster då de utgjorde den sista strategiska reserv som riket hade kvar.

## Ingående förband

### Arméförband
Inför överskeppningen var expeditionsstyrkan uppdelad i tre brigader och ett kavalleridetachment. Dessa bestod av följande förband:
1:a brigaden:
Befälhavare: Carl Johan Fleetwood
- Södermanlands regemente (2 bataljoner)
- Västmanlands regemente (2 bataljoner)
- Jönköpings regemente (2 bataljoner)

2:a brigaden
Befälhavare: Fredrik Boije
- Svea livgarde (1 bataljon)
- Kronobergs regemente (2 bataljoner)
- Drottningens livregemente (1 bataljon)
- Engelbrechtenska regementet  (1 bataljon)

3:e brigaden:
Befälhavare: Gustaf Löwenhielm
- Livgrenadjärregementet (3 bataljoner)
- Upplands regemente (2 bataljoner)
- Livgardet till häst (50 oberidna soldater)

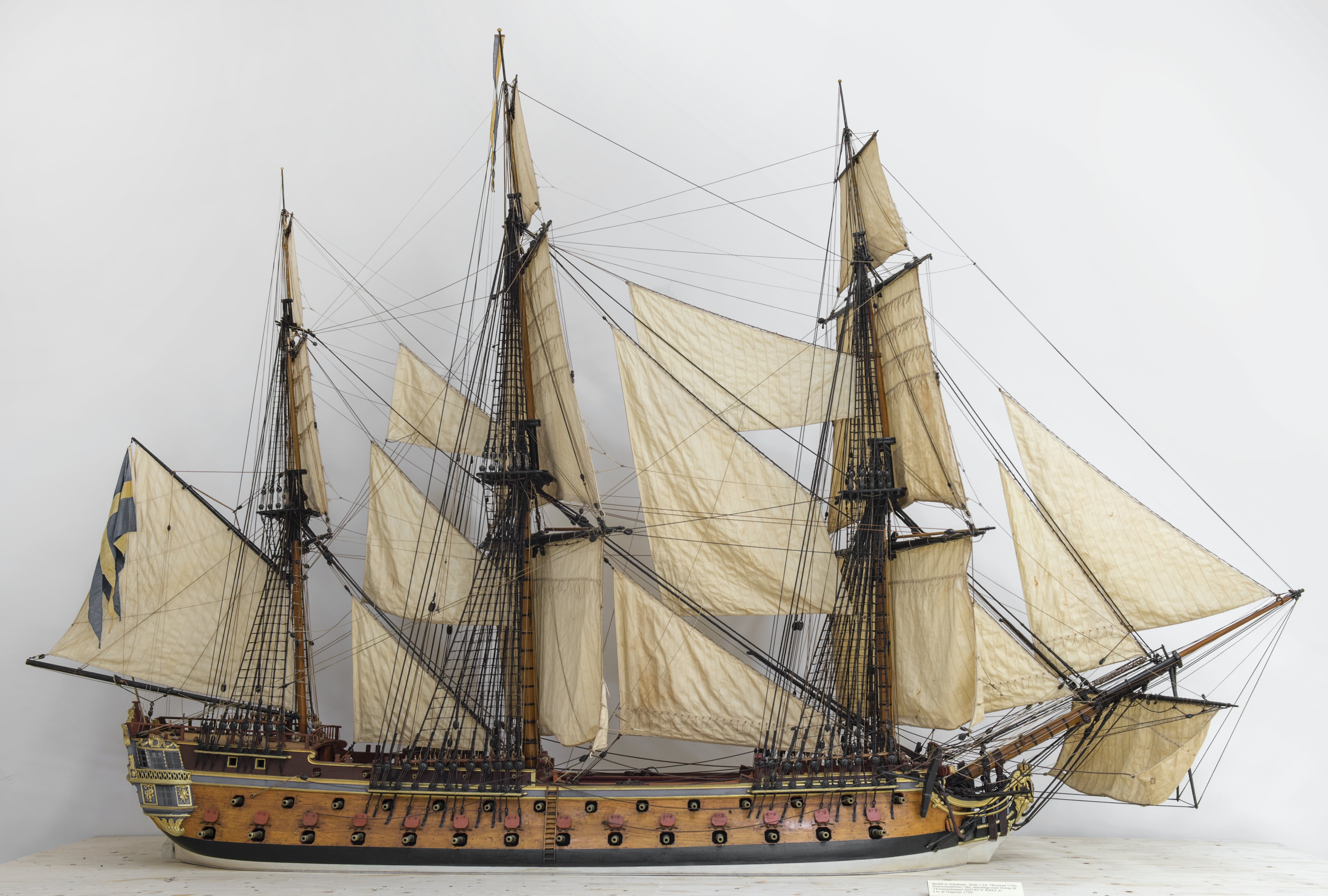
Modell av linjeskeppet Försiktigheten som deltog i expeditionen. Modellen finns utställd på sjöhistoriska museet i Stockholm.

Det medtagna artilleriet bestod av två 8-pundiga haubitsar och tolv 6-pundiga kanoner. Om man skulle få behov av tyngre pjäser skulle dessa hämtas från flottans fartyg.

### Flottenheter
Inför operationen bestod den sammanlagda svenska eskadern av följande flottenheter:
- 2  linjeskepp (Konung Adolf Fredrik och Försiktigheten).
- 1 fregatt (Jarramas)
- Öresundseskaderns 1:a bataljon (12 kanonslupar)
- Stockholmseskaderns 2:a och 5:e bataljoner (20 kanon- och haubitsslupar)
- Stockholmseskaderns mörsaredivision (4 mörsareslupar)
- 6 galärer (Taube, Småland, von Rosen, Westerwik, Wästmanland och Westgiötha-Dahl)
- 1 däckad kanonslupsdivision från Kalmar (4 kanonslupar)
- 20-40 Roslagsskutor för truppernas underhåll.

## Överskeppningen

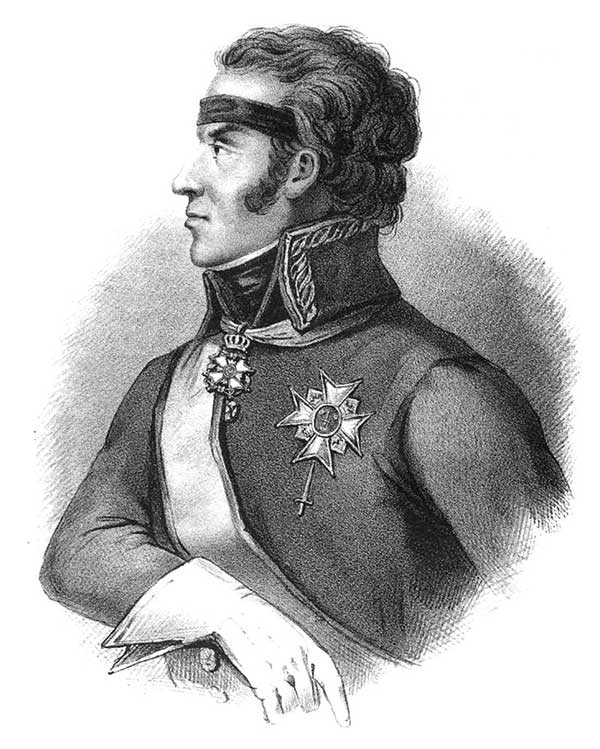
Bland dem som deltog i krigsrådet vid Härnösand fanns generalmajoren Georg Carl von Döbeln. Under mötet rådde Döbeln af Puke att landsätta trupperna vid Ratan. Litografi av Alexander Wetterling.

Huvuddelen av kustarméns förband embarkerade från Gräddö medan bataljonen ur Svea livgarde och en bataljon ur Västmanlands regemente gick ombord i Stockholm. Skärgårdsflottans fartyg avseglade mot Härnösand den 3 augusti. På grund av dålig vind så kunde inte örlogsflottans fartyg eller transportfartygen avsegla förrän den 8 augusti.

### Krigsrådet vid Härnösand
Örlogsflottans fartyg anlände till Härnösand på kvällen den 11 augusti och följdes av skärgårdsflottan som kom fram två dagar senare. Samma kväll samlades hela det högre befälet ombord på linjeskeppet Konung Adolf Fredrik för att hålla ett krigsråd. Wrede ville inte avancera med sina trupper förrän han erhållit von Döbelns förstärkningar som beräknades anlända den 25.
Wrede lade därför fram en plan som gick ut på att locka de ryska trupperna så långt söderut som möjligt för att sedan man kraftsamlat kunna anfalla de underlägsna ryssarna vid Umeå. Wachtmeister var positiv till Wredes förslag med vissa förbehåll. Han var emot landsättningen av trupperna vid Umeå och ansåg att det var fördelaktigare att landstiga längre norrut kring  Skellefteå. Den ryska närvaron där begränsades till några utposter vilket skulle ge goda möjligheter att gå i land ostört. 
Wachtmeister argumenterade även för att staden utgjorde en god reträttpunkt ifall man skulle råka ut för motgångar. Wachtmeisters förslag framstod som  klokt men av hänsyn till försörjningsläget, tidsramen och de förseningar som transportfartygen råkat ut för under överfarten så valde man att överväga andra alternativ. Efter att ha övervägt situationen beslöt af Puke, på Döbelns inrådan, att Wachtmeisters armé skulle landsättas vid Ratan, 50 km norr om Umeå.
Man tog då visserligen risken att expeditionskåren ensam skulle möta Kamenskijs huvudstyrka varför överraskningsmomentet skulle bli avgörande för företagets framgång. För att inte riskera ett nederlag bestämdes det att Wrede vänta med sin framryckning till dess att han erhållit nödvändiga förstärkningar. Efter trupperna hade satts iland skulle delar av skärgårdsflottan genomföra aktioner längs kusten för att förvilla ryssarna.

## Operationen

### Landstigningen vid Ratan
Expeditionskåren avseglade från Härnösand den 15 augusti och satte kurs mot Ratan. För att undvika upptäckt från de ryska posteringarna längs kusten seglade fartygen längs Holmöns östra sida. Vid höjd av Gaddens fyr råkade man ut för en ovanligt tät dimma. De medförda sjökorten var inte tillförlitliga och lotsarna hade stora svårigheter att känna igen farlederna.
På grund av tjockan kunde landstigningen ändå  inte ske förrän på morgonen den 17 augusti. Samma dag på förmiddagen ryckte överste Gustaf Olof Lagerbring med förtruppen, via en genväg genom skogen, fram till passet vid Djäkneboda, 6 km väster om ratan. Vid passet hade en överlägsen rysk styrka tagit ställning, men drevs undan under dagen. Framgången öppnade vägen söderut för den svenska armén. Wachtmeister var emellertid mån om att kunna få iland hela sin styrka och valde att inte utnyttja framgången för att avancera mot Umeå. Totalt landsattes 6 800 man av de drygt  7 500 ombordvarande trupperna.
När Kamenskij fick underrättelse om att svenskarna gått i land vid Ratan hade han precis fått information om att betydande svenska styrkor var på marsch från Uppland. Ryssarna befann sig då på marsch söderut mot Ångermanland i jakt på livsmedel. Kamenskij, som förstod att hans armé hotades av inringning, beordrade sin huvudstyrka att bryta upp och marschera mot Ratan. Samtidigt som detta skede utrymde ryssarna området mellan Ume och Öre älvar och förstörde broarna över vattendragen. För att hålla Wredes trupper på avstånd kvarlämnades fyra bataljoner med order att fortsätta framryckningen mot söder.
Skärgårdsflottan inledde sina operationer den 18 augusti. En mindre eskader, under  Gustaf Nordenskölds befäl, försökte tränga fram mot Umeå för att förstöra bron över älven, men drevs tillbaka av elden från de ryska kustbatterierna. Trots den framgångsrika landstigningen hämmades de svenska operation av att Wrede ännu inte satt sig rörelse med sin norra armé. Detta resulterade i att de ryska förbanden inte bands upp av något anfall norrifrån och i kunde ägna sin uppmärksamhet åt Wachtmeister.

### Striderna vid Sävar
Med anledning av falska underrättelser om att en rysk styrka på 2 000 man var på väg norrifrån, avdelade Wachtmeister ca 800 man och två kanoner till Bygdeå för att täcka arméns rygg.   Wachtmeister bröt därefter upp med sin huvudstyrka på 6 800 man och 16 kanoner (fyra haubitsar fick lämnas kvar vid Ratan i brist på hästar) - och marscherade mot Umeå. På morgonen den 18 augusti nådde svenskarna fram till Sävar, 20 km från Umeå, där de sedan slog läger. Wachtmeister fick här falska underrättelser om att Kamenskij hade dragit samman hela sin armé på den västra stranden av Ume älv. 

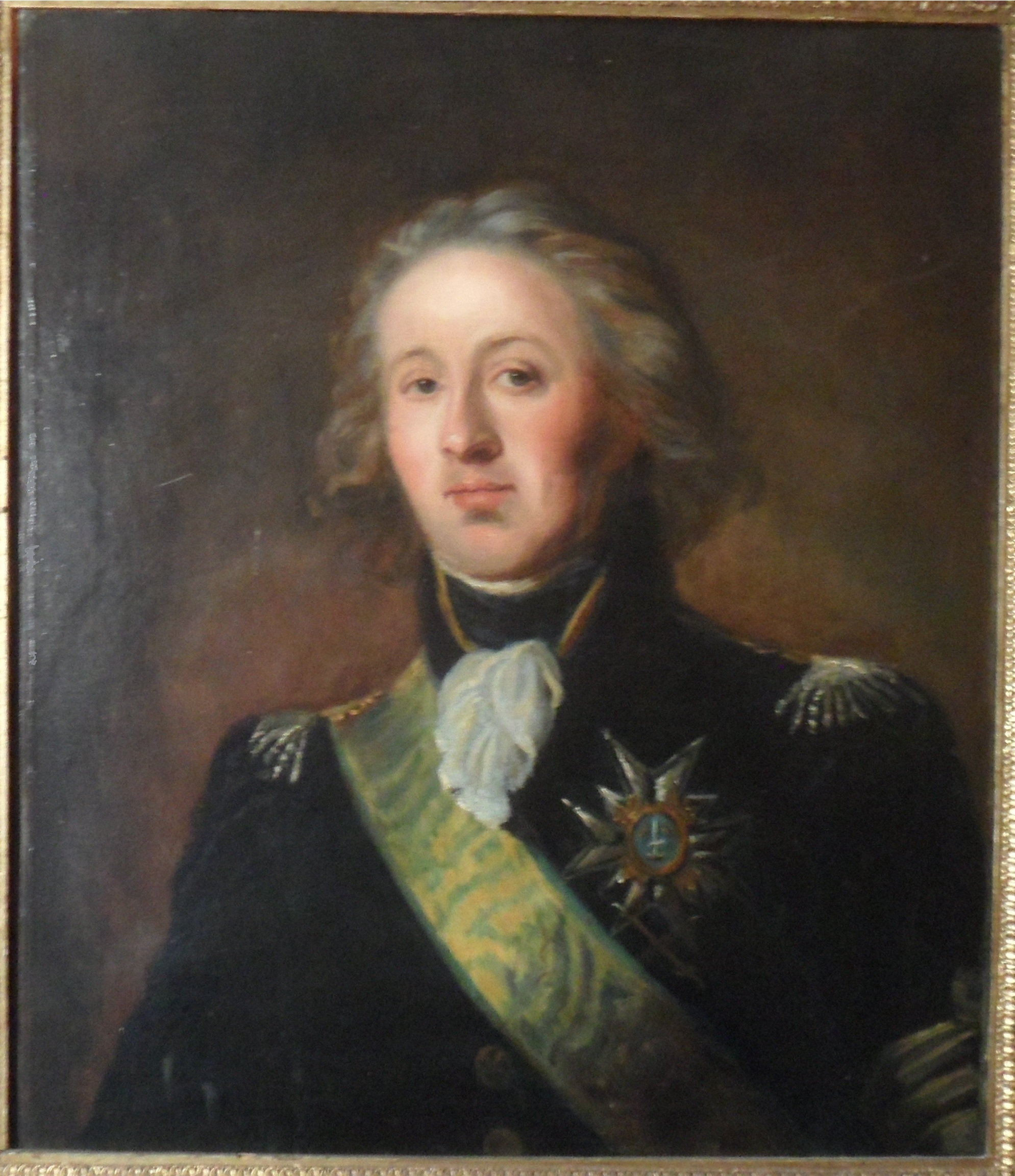
Gustaf Wachtmeister förde befäl över den svenska kustarmén. Hans försiktiga uppträdande under striderna vid Sävar har ofta kritiserats. Målning av okänd konstnär.

Resultatet blev att svenskarna blev stående hela dagen vid Sävar. Kamenskij hade samtidigt skickat en styrka på 3 000 man mot Wrede för att sedan vända sin huvudstyrka på cirka 6 000 man och 8 kanoner mot Wachtmeisters trupper. Terrängen vid Sävar var olämplig för en framgångsrik försvarsstrid, men Wachtmeister valde ända att möta Kamenskijs trupper. De svenska förbanden grupperades på motsatta sidor av Sävarån med huvudstyrkan stående vid byn. Ställningen kunde dock enkelt kringgås av ryssarna. Den mest utsatta punkten på den svenska vänsterflygeln bevakades av en förpost bestående av endast 125 infanterister och några ryttare. Vid höjden Krutbånet, väster om Sävarån, stod en annan förpost med soldater ur Södermanlands regemente. Svenskarna hade emellertid varken förstärkt dessa med jordvallar eller förhuggningar och inte heller rivit bron över ån.
Klockan sju följande morgon gick ryssarna till anfall och överraskade svenskarna vid Krutbrånet. Trupperna vid förposten tvingades snart att ge vika inför de överlägsna anfallarna, vilka erövrade höjden. Wachtmeister beslöt sig för att gå till motanfall, men istället för att möta ryssarna med hela sin styrka skickade han fram sina bataljoner var för sig, vilket betydde att svenskarna kom i underläge vid förposterna.
Under hurrarop gick svenskarna till anfall mot höjden bara för att kastas tillbaka med stora förluster. Efter tre misslyckade attacker gjordes ännu ett försök av en bataljon ur Jönköpings regemente. Bataljonen, som leddes av överstelöjtnanten Reuterskiöld, förlorade nära halva sin styrka i döda och sårade, varpå även detta anfall körde fast. Ett fjärde och sista försök av 3:e brigadens jägare hejdades även det av den koncentrerade ryska elden.
Då de svenska attackerna mot ryssarnas front misslyckats ledde överstelöjtnanten vid Kronobergs regemente, Erland Hederstierna, ett anfall mot den ryska vänsterflanken. Även detta kastades dock tillbaka efter hårda strider. 
De svenska trupperna sköt snart slut på sin ammunition och då man led brist på hästar blev man tvungen att avdela soldater för att transportera kulor och krut till de stridande. Wachtmeister, som åter fått oriktig information gällande ryska trupprörelser, trodde att ryssarna avancerade mot hans vänsterflank och att hans armé hotades av inringning. Han gav därför vid tretiden order om återtåg trots att han fortfarande disponerade över nära 1 500 utvilade soldater. När svenskarna förstört bron över Sävarån drog de sig tillbaka genom skogen i god ordning. De utmattade ryska soldaterna orkade inte förfölja dem utan stod kvar i sina ställningar. Striderna hade varit mycket blodiga för båda sidor med sammanlagt 1 000 döda och hundratals sårade. Till de svenska förlusterna hörde även flera av officerarna.

### Träffningen vid Ratan

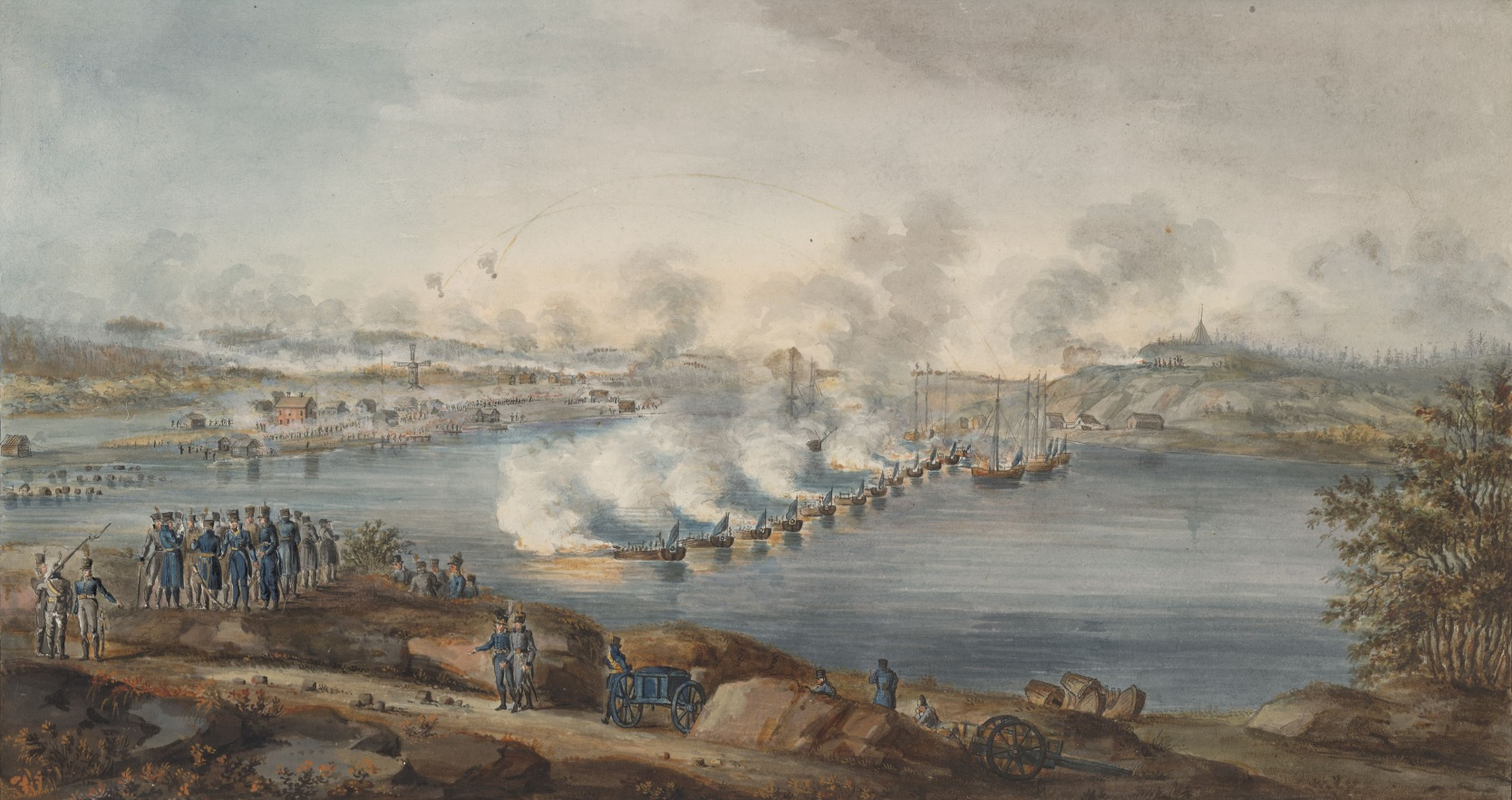
Svenska kanonslupar beskjuter de ryska trupperna vid Ratan. Akvarell av Carl Gustaf Gillberg.

Vid 11-tiden återkom trupperna till passet vid Djäkneboda som utgjorde en stark försvarsställning med flankerna skyddade av sjöar. Trots detta ansåg Wachtmeister att ryssarna fortfarande kunde inringa hans styrka och valde att fortsätta återtåget till Ratan. Armén nådde dit följande morgon och gick i ställning med ryggen skyddad av skärgårdsflottans fartyg. Ryssarna, som hade förföljt de svenska trupperna, anlände några timmar senare. Kamenskij, som ville undvika förluster, försökte få svenskarna att tro att hans styrka var större än den i själva verket var. Han skickade därför över en kurir till Wachtmeister och krävde att svenskarna skulle gå ombord på sina fartyg eller kapitulera.
Wachtmeister, som kände sig säker med flottan i ryggen, svarade då att "svenska armén ej ämnade mottaga lagar af sin fiende, och att ett anfall skulle komma denna att ångra sig". Med detta svar återvände det ryska sändebudet till Kamenskij. Senare på eftermiddagen gick ryssarna till anfall mot det svenska brohuvudet, men slogs tillbaka av elden från de svenska kanonsluparna. Under striderna sköts Ratans by i spillror. Anfallet upprepades inte den 21 augusti. Underhandlingar om vapenstillestånd inleddes istället ännu en gång med ryssarna. Kamenskij och Wachtmeister träffades personligen för överläggningar vid förposterna samma kväll. Under mötet krävde Kamenskij åter att svenskarna skulle avsegla, men då Wachtmeister vägrade gå med på detta avbröts mötet.

## Operationen avbryts
På morgonen den 22 augusti gick trupperna på af Pukes order åter ombord på fartygen, täckta av kanonsluparna. Merparten av förnödenheterna och utrustningen stuvades också ombord varefter flottan den 23 augusti avseglade till Umeå. Kamenskij, som behövde förkorta sina försörjningslinjer, drog sig samma dag tillbaka till Piteå. Det var först vid denna tidpunkt som Wrede inledde sin väntade framryckning mot norr. Avancemanget försenades dock ytterligare av att ryssarna, som tidigare nämnts, hade förstört bron över Ume älv. Wrede, som trott att de ryska bataljoner som stod i hans väg hade utgjort hela Kamenskijs armé, förvånades över att hans trupper inte stötte på något motstånd under frammarschen. I ett sista försök att komma i stridskontakt med ryssarna ökade han takten i framryckningen, men lyckades ändå inte hinna upp Kamenskij.
När hela expeditionsstrykan kommit ombord på fartygen avseglade större delen av flottan mot Umeå i syfte att bistå Wredes styrkor. Kamenskij var emellertid medveten om hotet och hade tidigare dragit sig tillbaka norrut. Då skärgårdsflottan inte hade mer att uträtta under de rådande omständigheterna, seglade fartygen tillbaka till sina huvudbaser. Då man kommit underfund med att de ryska trupperna framgångsrikt glidit ur fällan beslöt sig den svenska ledningen också för att avbryta operationen.
När båda sidor underrättats om att seriösa fredsförhandlingar påbörjats, valde man att själva börja underhandla om en vapenvila. För detta ändamål skickade af Puke generalmajoren Johan August Sandels till Piteå för att överlägga med Kamenskij. Den slutgiltiga vapenvilan slöts på följande villkor:
- Stilleståndet skulle gälla så länge som fredsförhandlingarna varade i Fredrikshamn.
- Ryska trupper skulle förläggas i Piteå.
- Den svenska flottan skulle avsegla från Kvarken utan att anfalla vare sig Åland eller finska kusten.
- Ingen av arméerna skulle erhålla förstärkningar.
- Obestyckade fartyg skulle obehindrat få passera längs Bottenviken.
- I händelse att fredsförhandlingarna avbröts skulle detta tillkännages två veckor innan fientligheterna återupptogs.[27]

## Resultat och följder
Skulden för företagets misslyckande har ofta lagts på Wachtmeister, men även det olämpliga valet av en amiral till överbefälhavare har ofta kritiserats. Detta ledde i hög grad till att försvåra ledningen förbanden och resulterade i bristande samverkan mellan armén och flottan. En annan anledning till misslyckandet som ofta påpekas är expeditionsstyrkans akuta brist på kavalleri och draghästar. Ytterligare en faktor var Karl XIII:s uppmaning till Wachtmeister att inte utsätta armén för onödiga förluster. Något som däremot ofta förbises är de stora svårigheter som krigföring i nordisk terräng medför. Företagets stora svaghet var koordinationen mellan förbanden. Att samordna en sådan omfattande operation var oerhört svårt under det tidiga 1800-talet, då man endast kunde komma överens om klockslag eller datum. De långsamma förbindelserna med kurirer kunde dessutom ta flera dagar.Trots att svenskarna misslyckats med att förinta den ryska armén kom operationen att få positiva konsekvenser på längre sikt. Genom att Kamenskijs reträtt befriades en stor del av Västerbotten från fientliga trupper och i den följande freden i Fredrikshamn räddades Norrland åt Sverige. Den nya svensk-ryska gränsen drogs vid Torne älv istället för Kalixälven.
Det var först med finska kriget som området kring Bottenviken drabbades militärt, om man bortser från rysshärjningarna. I samband med krigshändelserna insåg man att Västerbottens län var för stort och svåradministrerat, varför Norrbottens län inrättades, först med Piteå och från 1856 med Luleå som residensstad.